# كأس لبنان 2012–13
كأس لبنان 2012–13 أو كأس الاتحاد اللبناني 2012–13 هو موسم من كأس الاتحاد اللبناني. كان عدد الأندية المشاركة فيه 16، وفاز فيه نادي الصفاء اللبناني.